# Besali
Besali est une localité du Cameroun située dans le département du Lebialem et la Région du Sud-Ouest. Elle fait partie de l'arrondissement de Wabane.

## Population
Lors du recensement de 2005, Besali comptait 3 890 habitants.